# Hut (Heraldik)
Der Hut ist eine gemeine Figur in der Heraldik (Wappenkunde) und hat in seiner Darstellung die Mode der Zeit  oft abgebildet. Ausgangspunkt war eine mittelalterliche blecherne Sturmhaube, aber auch der Hut der Bürger. Er taucht in den Wappenschildern/Feldern in unterschiedlicher Darstellungsform auf. Farbgebung und die Kombination mit Heroldsbildern machen ihn zu einem beliebten Objekt. Der Hut kann mit Dingen bestreut oder besteckt sein.

## Beschreibung
Nicht nur im Schild, sondern auch als Teil des Oberwappens hat sich der Hut behauptet. Hier kann man unterscheiden zwischen bloßes Zierelement und Rangzeichen. Genommen wird oft der Hohe Hut, ein langer und schlanker, der nach oben schmaler wird. Der Spitzhut ist demnach häufig im Wappen verwendet und viele der anderen Hüte haben diesen als Vorlage. Die nachfolgenden Beispiele verdeutlichen die Vielfalt.

Papstwappen Benedikt XVI. mit Mitra

Papstwappen von Johannes Paul II. (1978–2005) mit Tiara

Tellenhut Kanton Aargau

Der Hut hat als Rangzeichen einen besonderen Stellenwert. So haben weltliche und kirchliche Würdenträger oder Fürsten einen ihren Rang zeigenden Hut über dem Schild schweben. Über den Wappen in der kirchlichen Heraldik sind es beispielsweise der Bischofshut, Kardinalshut, die Mitra oder der Erzbischofshut. Hinter den Hüten werden auch zur Aufwertung Krummstab, Kreuze und Waffen wie das Schwert gelegt. An den flachen Hüte der Würdenträger hängen an den Seiten Quasten, respektive bei geistlichen Hüten Fiocchi, in festgelegter Anzahl herab. Hier sind Farbe und Anzahl ein wichtiges Indiz. Auch der Kurhut mit Hermelinstulpe ist Rangzeichen. Der Hut kann auch eine Pelzstulpe haben. Das Barett oder Toque ist dieser Hutform ähnlich. Der Stulp hat häufig Einschnitte. Aus der flachen Kurhutform wird mit einer längeren gefälligen runden Hutspitze ein böhmischer Hut. Wird auch so blasoniert.
Gugel oder Kapuze ist eine alte Kopfbedeckung und wird in der Seitenansicht mit der offenen Seite nach rechts gezeigt. Diese ist fast ausnahmslos nur in Farbe und ohne Belegung mit anderen Dingen.
Die zweizipflige und dreizipflige Narrenkapuze kann auch mit Schellen (Glöckchen) im Wappen erscheinen. Sie sind häufig sehr bunt gestaltet.
Unter einem Heidenhut muss sich ein Betrachter den Hut mit Stulpe vorstellen, dessen Spitze nach unten wie eine Locke eingerollt und der Stulp mit Heroldsbildern belegt ist. An der Außenhutkante können andersfarbig Perlen aufgesetzt sein. Ist der Wickel nach oben, nennt sich dieser Hut Phrygische Mütze.
Der Eisenhut ist auch durch die Form namensgebend für das Eisenhut-Feh. Die Form gibt es hoch und flach ausgeführt und wird in der Beschreibung erwähnt, wenn es ein wichtiges Merkmal ist.
Ähnlich dem vorgenannten, nur noch spitzer, ist der Judenhut.
Weitere Hüte sind Schweizerhut und Doktorhut. Am Schweizerhut ist zur Unterscheidung eine Feder angesteckt. Auch wird er Tellenhut genannt. Dieser Freiheitshut ist ein breitkrempiger Filzhut, der vorrangig in der Schweizer Heraldik vorkommt, oft über Kantonswappen. Beispiel ist das Wappen von Aargau um 1803: Am Hut ist ein Federschmuck angesteckt.
Die tatarische Mütze, meistens spitz nach oben auslaufend oder umgebogen, ist etwa seit dem 16. Jahrhundert im Gebrauch. Sie wird auch mit albanische und ungarische Mütze bezeichnet. Ebenfalls wird die Bezeichnung Heidenhut dafür eingesetzt. Ein Stulp aus Hermelin sowie Quaste oder Troddel an der Mützenspitze kennzeichnen diese heraldisch verwendete Kopfbedeckung. Das Aussehen kann variieren. Anwendung im Wappenschild ist als gemeine Figur oder als Helmzier im Oberwappen. Im realen Leben wurde diese Mütze auch Tafja benannt und soll zu Hause nicht abgenommen worden sein.
Der Doktorhut zeigt in vielen Fällen den Bildungsstand des Trägers.
Wenn auch Krone und Helm nicht zu den Hüten zählen, sind es doch Kopfbedeckungen und sollen hier auch kurz erwähnt werden. Sie sind untrennbar mit dem Hut verbunden. Es gibt kronengeschmückte Hüte und auf manchen Helm wird als Helmzier ein Hut gesetzt.
Kronen und Helme werden im Wappenschild allein dargestellt oder sind Wappentieren aufgesetzt. Der Heraldiker blasoniert dann bekrönt oder behelmt. Vögeln mit schlanken Hälsen (Schwan, Kranich …) wird die Krone oft über den Hals gezogen. Die Verwendung im Oberwappen ist die wichtigere Funktion diese Kopfbedeckungen.

## Beispiele

goldgekrönter, hermelinbesetzter silberner Stulphut, besteckt mit Straußenfedern
Ebenso mit Federschmuck: Cureglia
Gugel oder Kapuze
Herzogskrone mit Hermelinstulp
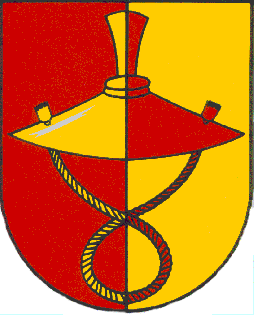
Turnierhut in verwechselten Farben
Gekreuzt goldenes Schwert und goldener Pfeil, belegt mit silberner Bischofsmütze
Heidenhut
Eisenhut mit zwei Fahnen besteckt
Spitzhut mit drei Pfauenfedern besteckt
Dreizipflige Kappe
Drei Tatarenmützen im Wappen des Adelsgeschlechts von Kitzing
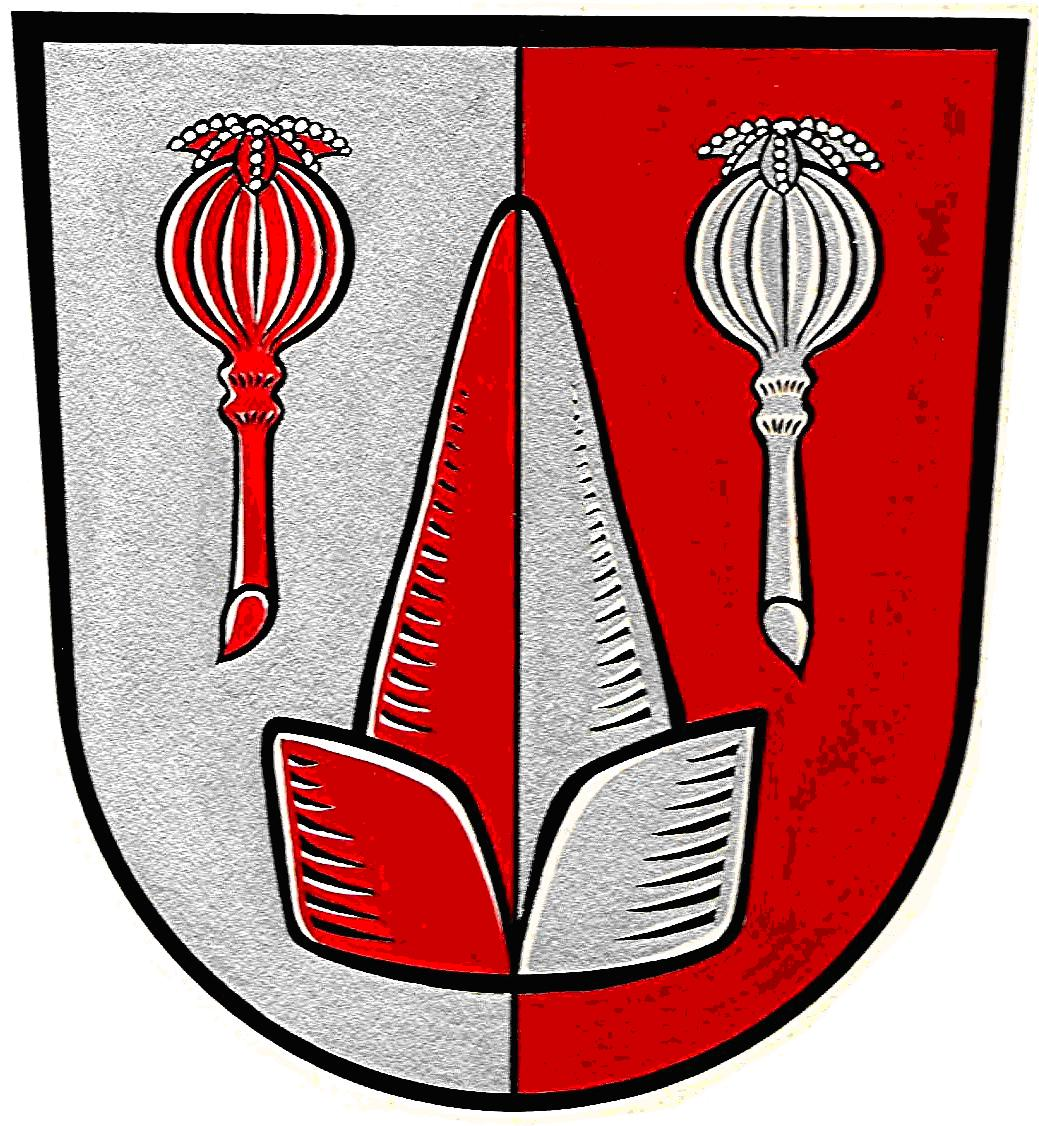
Stulphut im Wappen von Zinzenzell
Judenhut
Tellenhut, Aargau
Freiheitshut (Bargen SH)
Kesselhut im Wappen von Framersheim
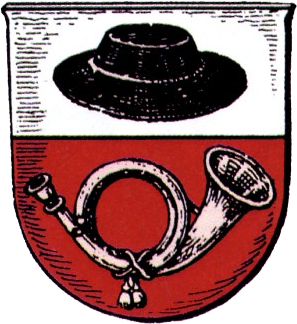
Hut im Wappen von Sahrendorf, leitet sich von Stechinelli ab
Drei rote Sturmhüte: Seon